# Reoviridae
Classe
Ordre
Famille
Genres de rang inférieur
- Orthoreovirus
- Orbivirus
- Rotavirus
- Coltivirus
- Aquareovirus
- Cypovirus
- Fijivirus
- Phytoreovirus
- Oryzavirus
- Idnoreovirus
- Mycoreovirus

Les Reoviridae sont une famille qui comprend onze genres et inclut certains virus affectant, entre autres, le système digestif (tels que les Rotavirus), ou le système respiratoire. C’est la seule famille de l’ordre des Reovirales et de la classe des Resentoviricetes.
Certains virus de cette famille infectent les plantes, par exemple ceux des genres Fijivirus, Oryzavirus et Phytoreovirus.

## Classification
Elle appartient au Groupe III des virus à ARN à double brin.

## Caractéristiques
Leur taille varie de 60 à 80 nm. 
Ce sont des virus non enveloppés possédant une capside de forme icosaédrique constituée de 2 ou 3 couches protéiques.

## Détection
Ces virus peuvent être détectés dans les selles, mais également, selon les genres, dans les sécrétions nasales et pharyngées, dans l'urine, le liquide céphalo-rachidien et le sang.

## Potentiel zoonotique?
Ces virus pourraient être source de maladies émergentes et ont pour certains au moins un potentiel zoonotique, au moins pour certains virus de cette famille détectés chez des chauve-souris.
Un nouveau réovirus dit Réovirus Piscine (Piscine signifiant qu'il affecte les poissons), a été découvert en 2010 dans des élevages salmonicoles norvégiens. Son génome a été séquencé. Il est la cause d'épidémies chez les saumons d'élevage en Norvège depuis quelques années (il affecte le cœur, en provoquant des myocardites) et le squelette des saumons d'élevage. Il a été détecté récemment loin de la Norvège, au Chili, dans des saumons atlantiques d'élevage,.
Une épidémie d'orthoreovirus a été signalée (2000) chez des babouins, cause de méningoencéphalomyélites.
Des virus de cette famille ont aussi été détectés chez des serpents Elaphe (de la famille des Colubridae).

## Divers
- Des travaux fait au début des années 2000 suggèrent que la spécificité de liaison aux glucides d'un virus ou d'une souche virale, de ce groupe notamment, peut grandement modifier l'expression  maladie chez l'hôte. D'après le modèle animal murin, L'infection par certaines souches de réovirus se liant à l'acide sialique pourrait contribuer à la pathogenèse de l'atrésie biliaire néonatale chez l'Homme[12].